# Kojima Productions
Kojima Productions (小島プロダクション Kojima Purodakushon?) är ett japanskt spelutvecklingsföretag som ägdes av Konami fram till juni 2015 och ägs sedan december samma år av Hideo Kojima. Företaget har sitt säte i Tokyo, Japan och är bland annat ansvarig för att ha utvecklat spel till spelserien Metal Gear.
Den 10 juli 2015 upplöstes företaget tillfälligt och återetablerades den 16 december samma år. Företagets sista spel under Konami blev Metal Gear Solid V: The Phantom Pain.

## Utvecklade spel
Eftersom Hideo Kojima har utvecklat spel på Konami sedan 1987 grundades inte studion "Kojima Productions" förrän 2005. Konami hänvisar ändå Kojimas tidigare verk som studions egna verk. Alla spel från Kojima Productions har publicerats av Konami.

### InnanKojima Productions
| År        | Titel                                    | Plattform           |
| --------- | ---------------------------------------- | ------------------- |
| 1987      | Metal Gear                               | MSX2, NES           |
| 1988      | Snatcher                                 | PC-88, MSX2         |
| 1990      | SD Snatcher                              | MSX2                |
| 1990      | Metal Gear 2: Solid Snake                | MSX2                |
| 1992      | Snatcher CD-ROMantic                     | PCE                 |
| 1994–1996 | Policenauts                              | PC-98, 3DO, PS, SAT |
| 1998      | Metal Gear Solid                         | PS, Win             |
| 1999      | Metal Gear Solid: Integral               | PS                  |
| 2000      | Metal Gear: Ghost Babel                  | GBC                 |
| 2001      | Zone of the Enders                       | PS2                 |
| 2001      | Metal Gear Solid 2: Sons of Liberty      | PS2                 |
| 2002      | The Document of Metal Gear Solid 2       | PS2                 |
| 2002      | Metal Gear Solid 2: Substance            | Xbox, PS2, Win      |
| 2003      | Zone of the Enders: The 2nd Runner       | PS2                 |
| 2003      | Boktai: The Sun is in Your Hand          | GBA                 |
| 2004      | Metal Gear Solid: The Twin Snakes        | GCN                 |
| 2004      | Boktai 2: Solar Boy Django               | GBA                 |
| 2004      | Metal Gear Acid                          | PSP                 |
| 2004      | Metal Gear Solid 3: Snake Eater          | PS2                 |
| 2005      | Shin Bokura no Taiyō: Gyakushū no Sabata | GBA                 |
| 2007      | Kabushiki Baibai Trainer Kabutore        | DS                  |

### SomKojima Productions(under Konami)
| År        | Titel                                    | Plattform                 |
| --------- | ---------------------------------------- | ------------------------- |
| 2005      | Metal Gear Acid 2                        | PSP                       |
| 2005      | Metal Gear Solid 3: Subsistence          | PS2                       |
| 2006      | Metal Gear Solid: Digital Graphic Novel  | PSP                       |
| 2006      | Metal Gear Solid: Portable Ops           | PSP                       |
| 2007      | Lunar Knights                            | DS                        |
| 2007      | Metal Gear Solid: Portable Ops Plus      | PSP                       |
| 2008      | Metal Gear Solid 4: Guns of the Patriots | PS3                       |
| 2008      | Metal Gear Online                        | PS3                       |
| 2009      | Gaitame Baibai Trainer: Kabutore FX      | DS                        |
| 2009      | Metal Gear Solid Touch                   | iOS                       |
| 2010/2011 | Metal Gear Solid: Peace Walker           | PSP, PS3, X360            |
| 2010      | Castlevania: Lords of Shadow             | X360, PS3                 |
| 2011/2012 | Metal Gear Solid HD Collection           | PS3, X360, PSVita         |
| 2012      | Metal Gear Solid: Snake Eater 3D         | 3DS                       |
| 2012      | Metal Gear Solid: Social Ops             | Mobile                    |
| 2012      | Zone of the Enders HD Collection         | PS3, X360                 |
| 2013      | Metal Gear Rising: Revengeance           | PS3, X360, Win            |
| 2013      | Metal Gear Solid: The Legacy Collection  | PS3                       |
| 2014      | Metal Gear Solid V: Ground Zeroes        | PS3, PS4, X360, XONE, Win |
| 2015      | Metal Gear Solid V: The Phantom Pain     | PS3, PS4, X360, XONE, Win |

### SomKojima Productions(som oberoende)
| År   | Titel                           | Plattform |
| ---- | ------------------------------- | --------- |
| 2019 | Death Stranding                 | PS4       |
| 2025 | Death Stranding 2: On the Beach | PS5       |